# Haupeltshofen
Haupeltshofen ist ein Kirchdorf und Ortsteil der Gemeinde Aletshausen im schwäbischen Landkreis Günzburg. 

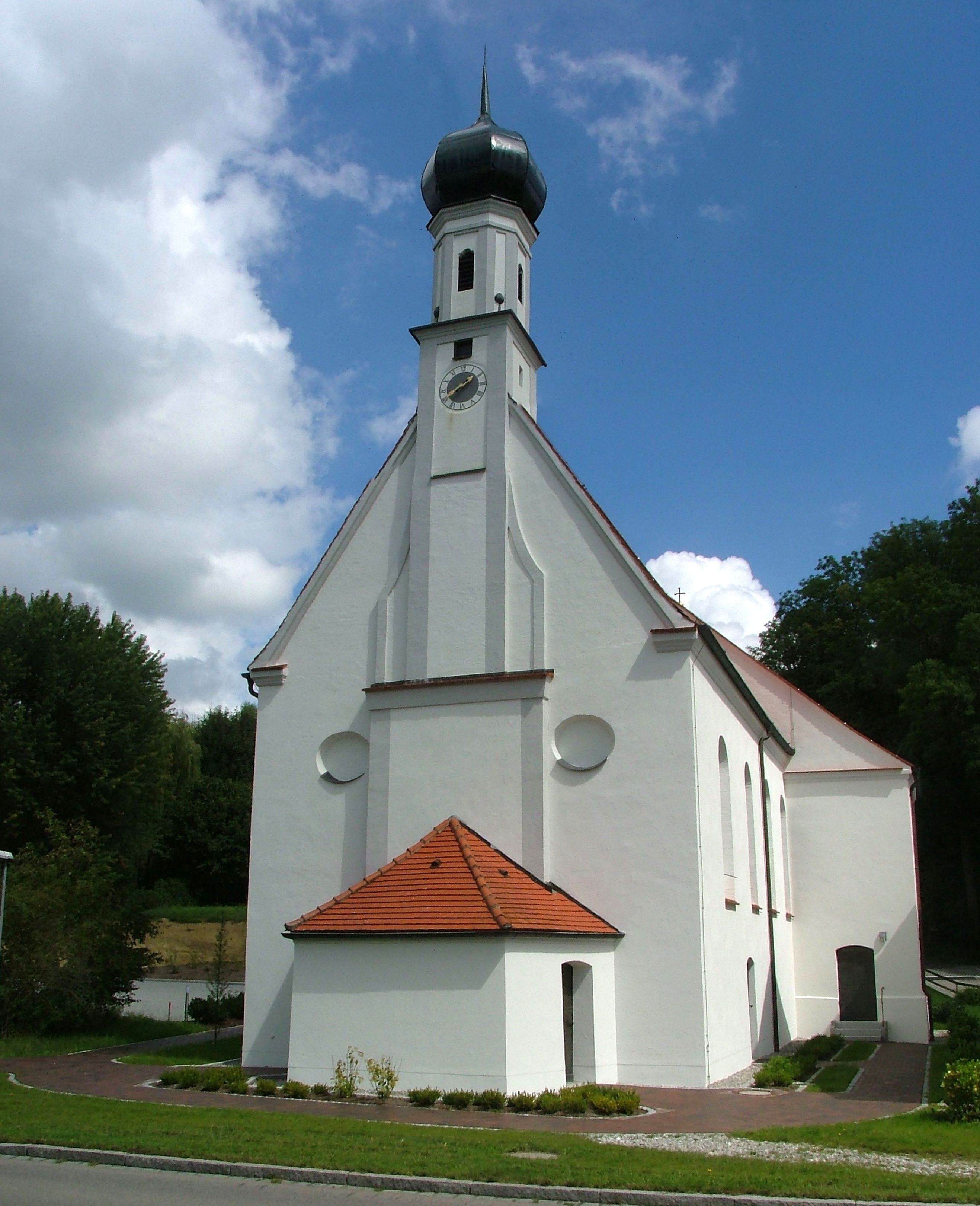
Mariä Heimsuchung Haupeltshofen

## Lage
Das Dorf liegt ungefähr zwei Kilometer südlich von Aletshausen im Kammeltal an der von Krumbach durch das Kammel- und Mindeltal nach Mindelheim führenden Bundesstraße 16. Außerdem hat Haupeltshofen am nordwestlichen Ortsrand einen Haltepunkt an der von Mindelheim nach Günzburg führenden Mittelschwabenbahn, die alle zwei Stunden in Haupeltshofen hält.

## Geschichte
Ein Indiz für die frühe Besiedelung dieses Gebiets ist ein frühmittelalterlicher Ringwall, der etwa 1,3 Kilometer nordnordwestlich von Haupeltshofen auf dem Riedel zwischen den Tälern der Kammel und des Krumbächles an der Grenze zur Gemeinde Waltenhausen liegt.
Haupeltshofen, das im Jahr 1384 erstmals als Hupoltzhofen urkundlich erwähnt wurde, lag direkt an der Grenze der Markgrafschaft Burgau zur Herrschaft Mindelheim. Auch heute liegt der Ort noch an der südlichen Grenze des Landkreises Günzburg zum Landkreis Unterallgäu. Zur Zeit der ersten urkundlichen Erwähnung gehörten die Güter in Haupeltshofen dem Kloster Ursberg. Im Jahr 1508 kam das Dorf an das Adelsgeschlecht der Freybergs, die schon in Niederraunau, Hohenraunau, Aletshausen und Hürben Besitzungen hatten.
Im Jahr 1805 kam Haupeltshofen, wie das gesamte Gebiet zwischen Iller und Lech an Bayern. 
Im Zuge der Bayerischen Gebietsreform wurde die bis dahin selbständige Gemeinde Haupeltshofen am 1. Mai 1978 nach Aletshausen eingemeindet.

## Sehenswürdigkeiten
Die östlich des Ortes am Hang des Kammeltals liegende Wallfahrtskirche Mariä Heimsuchung wurde im Jahr 1618 erbaut. Die Wallfahrt kommt daher, dass es in der Kirche eine Kopie des Gnadenbildes von Santa Maria Maggiore in Rom gibt. Im Jahr 1687 bekam die Kirche an der Ostseite einen Anbau, ein weiterer Anbau und teilweiser Neubau an der Westseite folgte im Jahr 1722. Ein erneuter Umbau, der Johann Martin Kraemer zugeschrieben wird, folgte in den Jahren 1766/67. Die Malereien und Fresken in der Kirche, die im Zuge dieses Umbaus entstanden, waren das erste größere Werk des aus Krumbach stammenden Malers Jakob Fröschle.